# Старое Суркино (Татарстан)
 Старое Суркино (тат. Иске Сөркә, чув. Патраклă)  — село в Альметьевском районе Татарстана. Административный центр Старосуркинского сельского поселения.

## География
Находится в юго-восточной части Татарстана на расстоянии приблизительно 12 км по прямой на юг от районного центра города Альметьевск.

## Название
Название происходит от слова "Сур" - что с чувашского переводится как "Плевать", у многих Поволжских народов как у Марийцев так и Чуваш есть языческий обряд "Сурни" т.е. аналогично русскому "Шептать", "Шептунья" - обычно на Руси этим занимались знахарки - шептуньи. 

## История
Основано во второй половине XVIII века. Упоминалось также как Суркино Батрак. В начале XX века центр волости.

## Население
Постоянных жителей было: 
в 1795 году — 79, 
в 1834—382, 
в 1859—494, 
в 1883—618, 
в 1889—780, 
в 1897—949, 
в 1910—1058, 
в 1916—1039, 
в 1920—918, 
в 1926—984, 
в 1938—1012, 
в 1949—1005, 
в 1958—1150, 
в 1970—1135, 
в 1979—856, 
в 1989—617, 
в 2002 − 799 (чуваши 85 %), 
в 2010 - 831